# 1969 في المكسيك
فيما يلي قوائم الأحداث التي وقعت خلال عام 1969 في المكسيك.

## سياسة

### تعيين في المنصب
- 8 نوفمبر – لويس إيشيفيريا مرشح الحزب الثوري المؤسسي لرئاسة المكسيك.

## رياضة
- 19 أكتوبر – جائزة المكسيك الكبرى 1969 الفائز ديني هولم.

## مواليد

### مارس
- 25 مارس – سلفادور ميركادو لاعب كرة قدم مكسيكي.

### أبريل
- 8 أبريل – ألبرتو خيمينيز ملاكم مكسيكي.
- 18 أبريل – خيسوس غونزاليس روميرو لاعب كرة قدم مكسيكي.

### مايو
- 16 مايو – سيرجيو ألماغير تريفينو لاعب كرة قدم.
- 20 مايو – خوليو مانينو ممثل مكسيكي.

### يونيو
- 1 يونيو – لويس غارسيا بوستيغو لاعب كرة قدم مكسيكي.
- 7 يونيو – فيكتور رويز لاعب كرة قدم مكسيكي.

### يوليو
- 12 يوليو – ماركو أنطونيو رويز غارسيا لاعب كرة قدم مكسيكي.

### أغسطس
- 2 أغسطس – أنجليكا ريفيرا
- 12 أغسطس – جوليو سيزار بوربوا ملاكم مكسيكي.
- 29 أغسطس – لوسيرو
- 30 أغسطس – روسانا سان خوان

### سبتمبر
- 28 سبتمبر – بيدرو فرنانديز

### أكتوبر
- 24 أكتوبر – أديلا نورييغا ممثلة مكسيكية.

### ديسمبر
- 5 ديسمبر – رامون راميريز لاعب كرة قدم مكسيكي.
- 8 ديسمبر – خوسيه لويس بوينو ملاكم مكسيكي.
- 28 ديسمبر – ألبرتو ماسياس لاعب كرة قدم مكسيكي.

## وفيات

### يونيو
- 4 يونيو – رافائيل أوسونا (مواليد 1938) لاعب كرة مضرب مكسيكي.

### يوليو
- 15 يوليو – خوسيه خوسيه مورينو (مواليد 1910)
- 27 يوليو – مويسيس سولانا (مواليد 1935)

### سبتمبر
- 22 سبتمبر – أدولفو لوبيز ماتيوس (مواليد 1910) رئيس المكسيك.